# Umburatiba
Umburatiba is een gemeente in de Braziliaanse deelstaat Minas Gerais. De gemeente telt 2.844 inwoners (schatting 2009).

## Aangrenzende gemeenten
De gemeente grenst aan Bertópolis, Carlos Chagas, Machacalis, Itanhém (BA) en Medeiros Neto (BA).